# Charles Percier
Charles Percier Bassant, né le 22 août 1764 à Paris où il est mort le 5 septembre 1838, est un architecte néoclassique et décorateur français. 
Connu pour avoir travaillé en association avec son camarade d'études Pierre Fontaine à partir de 1792, d'abord comme architectes chargés des décors de l'Opéra, au point que l'on a longtemps considéré comme inutile, voire impossible, d'essayer de distinguer le travail de l'un et de l'autre. L'exposition monographique consacrée à Charles Percier, qui a eu lieu en 2016-2017 au château de Fontainebleau, a cependant permis de montrer les différences entre leurs deux contributions et l'implication plus grande de Percier, dans le dessin, l'enseignement et le domaine de l'ornement.
Bien que dépourvu de titres officiels, car on le jugeait trop libéral, travailleur acharné, il collabora avec Fontaine à presque tous les projets demandés par l’Empereur. Excellent dessinateur, il fit non seulement des dessins d’architecture, mais encore de nombreux projets d’ameublement et l’œuvre originale ou gravée des deux amis reste capitale pour l’étude du style Empire, cette version du néoclassicisme riche et consciencieusement archéologique : le style Empire dont, ensemble, Percier et Fontaine ont été les inventeurs et les principaux représentants.

## Formation et carrière

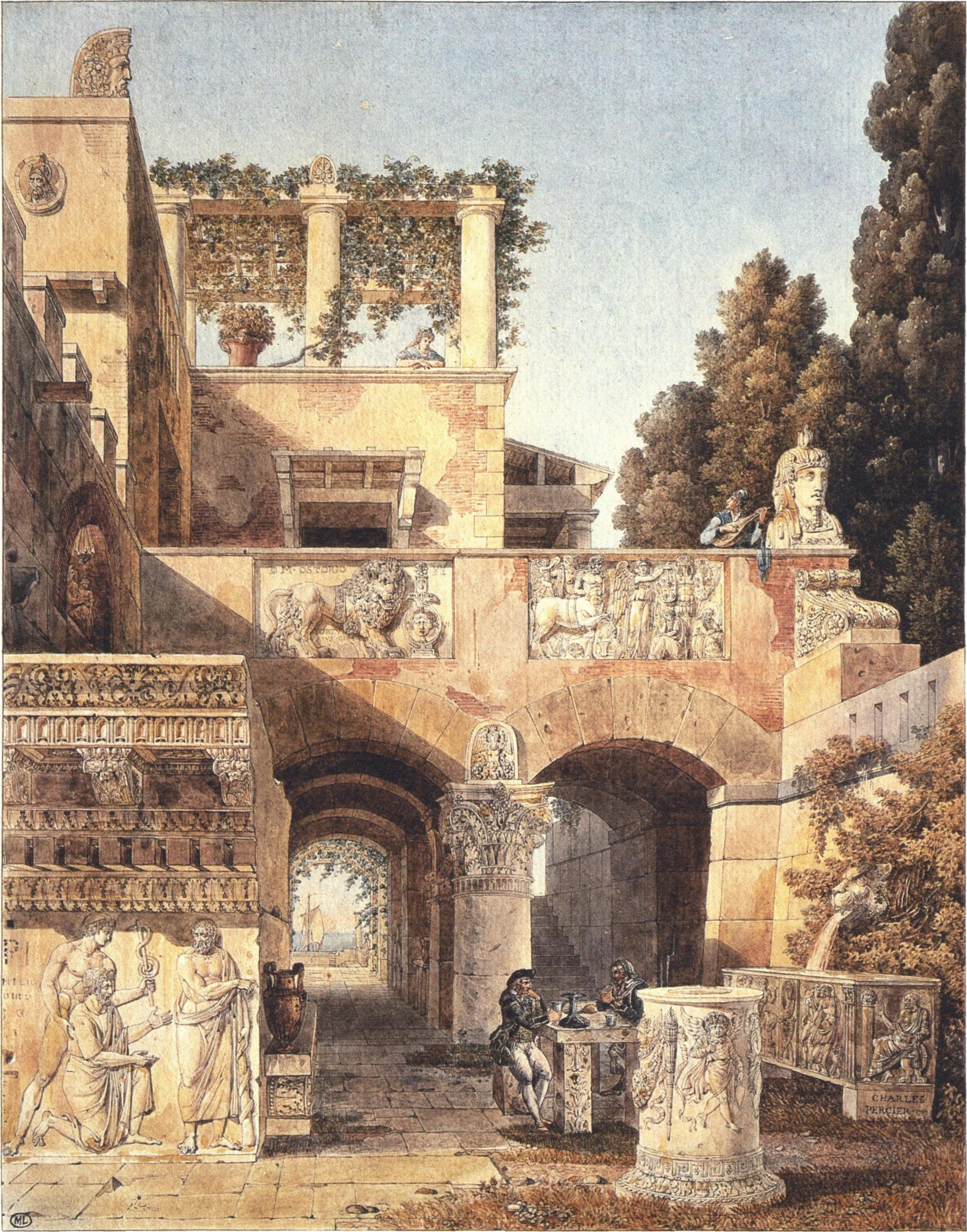
Vue d'une maison romaine, aquarelle de Percier pendant son séjour à Rome.

Fils de Marie Jeanne Blouet, couturière de la reine, et de Denis Percier Bassant qui, ayant servi dans le colonel-dragon, avait obtenu, par le moyen de sa femme, l’emploi de concierge du pont tournant aux Tuileries, Percier entre à douze ans à l’École gratuite de dessin, où son talent naissant attire l’attention de quelques artistes, dont Lagrenée.
En 1783, il entre, à l’école de Antoine-François Peyre, architecte du roi, avant de passer dans celle de l'architecte Jacques-Pierre Gisors. Ayant obtenu le grand prix de l'Académie royale d'architecture, en 1786, il est envoyé à Rome, où il restera jusqu'en 1791, et retrouve au palais Mancini, à son arrivée à Rome, son camarade d’atelier, Pierre Fontaine, qui devint son ami intime : on les surnommait, à l’Académie de France, les Étrusques.
Fontaine rentré à Paris en avril 1790, et Percier à l'automne 1790, une de leurs premières collaborations est Palais, maisons et autres édifices modernes dessinés à Rome, qui attire l'attention de leurs futurs clients, à leur retour. Fin 1792, pendant la Convention, Percier supervise les décors de l'Opéra de Paris, un poste à la pointe de l'« avant-garde ». Au retour de Londres, où il s'était exilé, de Pierre Fontaine, ils restèrent à l'Opéra jusqu'en 1796. Ils faisaient équipe avec Charles-Louis Bernier.
La théâtralité du style Empire, son agressive opulence restreinte par un sens aride et correct du goût antique, ainsi que ses valeurs néo-romaines qui étaient toutes les deux étrangères à l'ancien régime, dictaient leur esthétique à Napoléon Bonaparte. Il les nomma ses architectes personnels, et les garda à son service : Percier et Fontaine travaillèrent sur les projets impériaux jusqu'à la toute fin. Comme un certain nombre d'artistes impliqués politiquement dans l'Empire, Charles Percier prit du recul par rapport à ses fonctions officielles et se tourna vers l'enseignement, tandis que Pierre Fontaine poursuivit sa carrière jusqu'au Second Empire. Il ouvrit donc son atelier aux Beaux-Arts ; pendant les 22 ans que dura son enseignement, son atelier remporta 18 prix de Rome.
Charles Percier fut élu en 1811 à l'Académie des beaux-arts - 3e section (architecture), au fauteuil V (occupé précédemment par Charles de Wailly et Jean-François Chalgrin).
Mort dans son appartement de fonction du Louvre, après une douloureuse maladie, il est enterré, avec Pierre Fontaine, au cimetière du Père-Lachaise. Il a laissé une grande fortune, dont il a légué une somme de 150 000 francs à l’École gratuite de dessin, dont il était administrateur.

## Principales réalisations

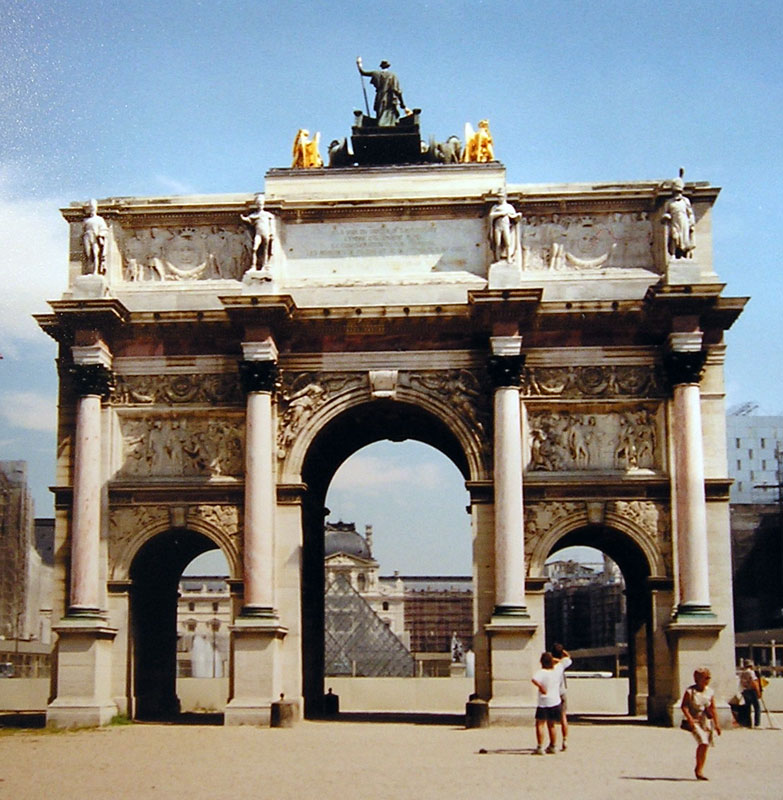
Arc du Carrousel à Paris.

Sous le Consulat, ils mirent au point le dessin des façades de la rue de Rivoli.
Une souscription publique ayant été lancée, le 26 juillet 1800, pour financer l’érection d’une fontaine et d’un monument à la gloire du général Desaix mort au champ d'honneur, sur la place de Thionville, Percier s'en voit confier l'édification.
Entre 1802 et 1812, il travaille, avec Fontaine, sur le palais du Louvre pour permettre à l'empereur d'être au cœur de Paris, l'ex-château royal de Versailles étant devenu inhabitable à la suite de la Révolution. Ils intervinrent sur le palais des Tuileries, en face du Louvre. On leur doit en particulier la conversion de la salle de la Convention en salle de spectacle, ou l'aile septentrionale de la cour des Tuileries. Ils furent également à l'origine du curetage de la cour du Louvre, qui contenait plusieurs rues. On leur doit un projet de réunion du Louvre et des Tuileries.
Napoléon Ier ayant décidé, dès février 1811, avant la naissance de son fils, la construction d’un palais du roi de Rome, destiné à devenir le centre d'une cité impériale administrative et militaire, qui devait être, de l'aveu de Fontaine, « l’ouvrage le plus vaste et le plus extraordinaire de notre siècle ». Tombé avec l’Empire, ce projet n’a jamais vu le jour. En revanche, En aboutissement de la perspective des Champs-Élysées, Percier et Fontaine dessinèrent l'arc du Carrousel (1807-1809), en commémoration de la bataille d'Austerlitz.
Ils remanièrent le château de Malmaison pour Joséphine. Ils firent des transformations et des décorations dans les châteaux de Compiègne, Saint-Cloud et Fontainebleau.
Percier et Fontaine dessinaient chaque détail de leurs intérieurs y compris le mobilier : de la table de nuit aux chandeliers en passant par les papiers-peints et les tentures. On a même fait appel à Percier pour dessiner des porcelaines pour la manufacture de Sèvres, en particulier un grand vase dans le goût grec, le vase de Londonderry, à peine achevé en 1814, et que Louis XVIII offrit au marquis de Londonderry pendant le congrès de Vienne.
Après la révolution de juillet, Percier cesse toute collaboration avec Fontaine qui présidera seul aux divers travaux qui ont défiguré l’un des pavillons et le grand escalier des Tuileries. Il a également dessiné le billet de 1 000 francs Germinal gravé par Andrieu.

## Publications
- avec Pierre Fontaine, Palais, maisons et autres édifices modernes dessinés à Rome, Paris, 1798 (lire en ligne sur Gallica).
- avec Pierre Fontaine, Recueil de décoration intérieure concernant tout ce qui a rapport à l'ameublement, Paris, 1801-1812 (lire en ligne sur Gallica). — Contient les gravures au trait qui ont diffusé leur style au-delà de l'Empire, et influencé le style Regency.
- avec Pierre Fontaine, Description des cérémonies et des fêtes qui ont eu lieu pour le mariage de Napoléon Ier avec l'archiduchesse Marie-Louise, Paris, 1811 (lire en ligne sur Gallica).
- avec Pierre Fontaine, Choix des plus célèbres maisons de plaisance de Rome et de ses environs, Paris, Didot l'ainé, 1809, 72 p. (lire en ligne sur Gallica).
- Résidences des souverains de France, d'Allemagne, de Russie, etc., 1833.

On doit également à Charles Percier les illustrations d'Horace (1799) et de La Fontaine (1802), dans l'édition de Didot.

### Éditions modernes
- Percier et Fontaine, Villas de Rome. Choix des plus célèbres maisons de plaisance de Rome et de ses environs, présentation Jean-Philippe Garric, Mardaga, Bruxelles, 2007,  (ISBN 978-2-87009-951-3)
- Percier et Fontaine, Palais de Rome. Palais, maisons et autres édifices modernes dessinés à Rome, présentation Jean-Philippe Garric, INHA, Mardaga, Bruxelles, 2008,  (ISBN 978-2-80470-004-1)

## Postérité
Fin 1804, Charles Percier arrête sa carrière officielle pour se consacrer principalement à l'enseignement. Il compte plus d'une centaine d'élèves officiels, dont dix-sept furent lauréats du Prix de Rome et sept devinrent membres de l'Institut. Voici quelques-uns de ses élèves :
- Augustin Caristie (1783-1862)
- François Debret (1777-1850)
- François-Alexandre Duquesney (1790-1849)
- Martin-Pierre Gauthier (1790-1855), prix de Rome 1819
- Alphonse de Gisors (1796-1866), second prix de Rome 1823,
- Jacques Hittorff (1792-1867)
- Jean-Jacques-Marie Huvé (1783-1852)
- Louis-Hippolyte Lebas (1782-1867)
- Achille Leclère (1785-1853)
- Paul Letarouilly (1795-1855)
- Bruno Renard (1781-1861)
- Auguste Ricard de Montferrand (1786-1858)
- Louis Tullius Joachim Visconti (1791-1853), qui fut lui-même le maître de Joseph Poelaert (1817-1876) qui transposa la tradition grandiose de l'architecture napoléonienne à Bruxelles.

## Iconographie
Une médaille posthume à l'effigie de Percier fut exécutée par le graveur Joseph François Domard en 1840, sur commande des amis et anciens élèves de l'architecte. Un exemplaire en est conservé au musée Carnavalet (ND 0410).

## Hommages
En vertu d’une ordonnance royale du 5 août 1844, l’avenue de l’Abattoir a pris le nom d’avenue Percier.

## Distinctions
- Officier de la Légion d'honneur (1828) ; chevalier en 1819[11].
- Prix de Rome (1786)